# Sharran (nahija)
Nahija Sharran (ar. ناحية شران‎)  je nahija u okrugu Afrin, u sirijskoj pokrajini Alep. Površina nahije je 305,18 km2. Po popisu iz 2004. (prije rata), nahija je imala 13.632 stanovnika. Administrativno sjedište je u naselju Sharran.